# 愛知高原國定公園

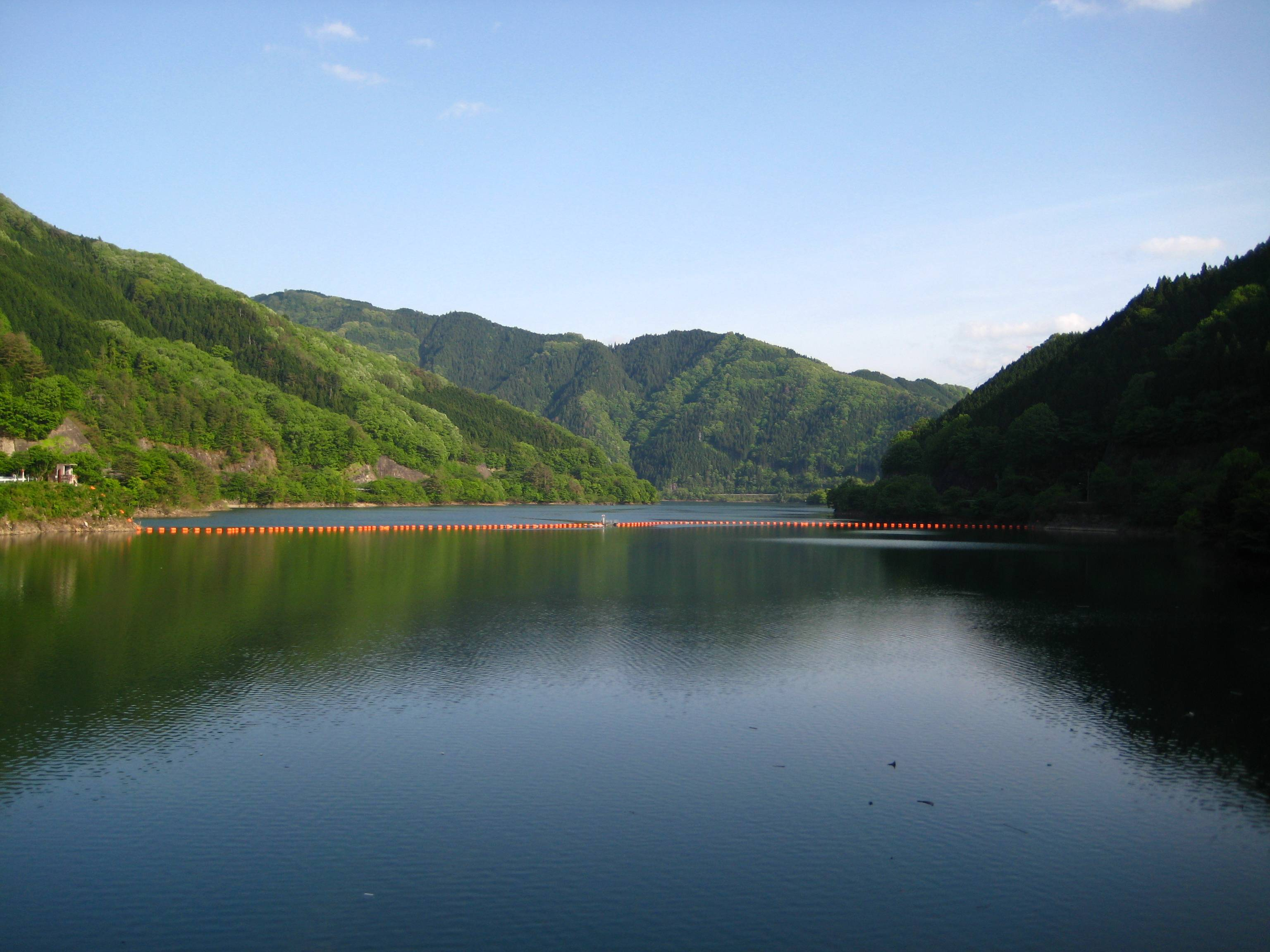
矢作水壩

愛知高原國定公園（日语：／ Aichi-Kōgen Kokutei Kōen)），是位在日本愛知縣的國定公園。1970年12月28日，和揖斐關原養老國定公園、室生赤目青山國定公園、大和青垣國定公園同時指定。

## 概要
本公園是依據東海自然步道的設置構想，將過去縣內的七座縣立自然公園升格而成。以愛知縣內陸部為中心，涵蓋了飛驒木曾川國定公園與天龍奧三河國定公園之間的森林、溪谷、河川地帶。是愛知縣內面積最大的國定公園。
與明治之森箕面國定公園及北九州國定公園等一樣，比起作為準國立公園，更像是大都市圈的綠地保護區。
主要景點有香嵐溪、段戶山、猿投山、奧矢作湖、三河湖、長之山濕原等。植被以日本柳杉、日本扁柏等二次林為主，段戶裏谷的添澤溫泉一帶有日本冷杉原生林。
作為中京圈、三河圈的郊外休憩地，公園使用人數非常多。而本宮山、猿投山、定光寺、香嵐溪附近的香積寺等則是民眾的信仰中心。

## 主要景點
愛岐丘陵周邊
- 定光寺（日语：定光寺）
- 岩屋堂（日语：岩屋堂）
- 猿投山（日语：猿投山）

矢作川上流域
- 奧矢作湖（日语：矢作ダム）
- 小渡溫泉（日语：小渡温泉）
- 笹戶溫泉（日语：笹戸温泉）

足助～設樂～三河湖至東海自然步道周邊
- 段戶山（日语：段戸山）
- 香嵐溪（日语：香嵐溪）
- 長之山濕原
- 段戶高原（僅部分）
- 段戶裏谷（添澤溫泉（日语：添沢温泉）附近）
- 三河湖（日语：羽布ダム）

## 關連市町村
- 愛知縣 - 瀨戶市、春日井市、豐田市、小牧市、新城市、設樂町

## 關連項目
- 國定公園

## 外部連結
- （日語）國定公園 （页面存档备份，存于）